# Антуанетт, Сесилия
Сесилия Антуанетт Брутон (англ. Cecelia Antoinette Bruton; Пустой шаблон {{ВД-Преамбула}} ) — американская актриса

, комедиантка, поэтесса, драматург, мемуарист и преподаватель актёрского мастерства.

## Биография и карьера
Сесилия Антуанетт Брутон и её брат-близнец, Сесил Энтони Брутон (ум. 10 октября 1972), родились 24 ноября 1949 года в Далласе, штат Техас, США, в семье работника железной дороги Сисеро Хамилтона Брутона (1924—2018) и актрисы Наоми Мари Брутон (в девичестве Гэй; 1927—1985). Поскольку рождение близнецов в то время было редкостью, о новорожденных Сесилии и Сесиле быстро узнала компания продуктов питания Carnation, их сфотографировали для газеты и написали о них статью. У Сесилии и Сесила также были старшая сестра и младший брат: Лора Кэтлин Брутон и Сисеро Хамилтон Брутон-младший (1957—1991). Она окончила среднюю школу в Хамилтон-Парке (1968) и получила степень бакалавра в области коммуникаций в Оклахомском университете, была членом студенческого объединения «Альфа Каппа Альфа». 
Актёрскую карьеру Брутон начала в Далласе, брала уроки актёрского мастерства в Нью-Йорке. Она появилась в бродвейской постановке «Кость мула»; гастрольных и региональных постановках спектаклей «Поминки Джереми Фостера», «Участник свадьбы», «Поездка вниз по горе Морган», «Глаза Святой Люси» и «Бронзевилль». В кино и на телевидении сыграла около пятидесяти ролей. 
Брутон опубликовала книгу стихов «Такая как есть» (англ. «Just as I am»), мемуары «Восход чёрной девчонки» (англ. «Brown Gal’s Rising») и автобиографический моноспектакль «Арбуз: покупай, пока горячий!» (англ. «Watermelon: Git It While It’s Hot!»). Кроме того, она преподавала актёрское мастерство на различных уровнях, в том числе в государственных школах Нью-Йорка и в Университете штата Пенсильвания.
Брутон была практикующей буддисткой Нитирэн Сёсю. Она умерла 28 мая 2020 году на 71-м году жизни и была похоронена 5 июня в Далласе. В ноябре 2020 года была удостоена посмертной чести на церемонии награждения Reel Sisters.

## Фильмография
| Год  |     | Русское название                    | Оригинальное название                         | Роль                                         |
| ---- | --- | ----------------------------------- | --------------------------------------------- | -------------------------------------------- |
| 1995 | ф   | Дела в Нью-Джерси                   | New Jersey Drive                              | мать Тайни Дайма                             |
| 1995 | ф   | Не позволяйте вашему мясному рулету | Don’t Let Your Meat Loaf                      | мама                                         |
| 1998 | с   | Секс в большом городе               | Sex and the City                              | барменша на бейби-шауэре                     |
| 1998 | ф   | Вам письмо                          | You’ve Got Mail                               | посетительница ресторана                     |
| 2000 | ф   | Безубыточный                        | Broke Even                                    | женщина, принимающая ставки на конные скачки |
| 2000 | тф  | Поговори со мной                    | Talk to Me                                    | медсестра                                    |
| 2001 | ф   | Пути Тэнг                           | Pootie Tang                                   | тусовщица                                    |
| 2001 | кор | Пуля в мозгу                        | Bullet in the Brain                           | —                                            |
| 2002 | ф   | Большое яблоко                      | Big Apple                                     | офисная работница                            |
| 2002 | ф   | Дыра: разочарование Майка и Ивы     | H.O.L.E.: The Disillusionment of Mike and Eva | Мэри Элис                                    |
| 2004 | с   | Закон и порядок: Специальный корпус | Law & Order: Special Victims Unit             | почтовый клерк                               |
| 2005 | с   | Объявлен в розыск                   | Wanted                                        | полицейский комнаты эксперимента             |
| 2006 | ф   | Прекрасные вещи                     | Beautiful Things                              | мать Счолы                                   |
| 2006 | ф   | Перехват                            | Waist Deep                                    | соседка                                      |
| 2007 | с   | Расследование Джордан               | Crossing Jordan                               | Бетти Пински                                 |
| 2007 | с   | Братья и сёстры                     | Brothers & Sisters                            | медсестра                                    |
| 2007 | с   | Безумцы                             | Mad Men                                       | дежурная по женской комнате                  |
| 2007 | с   | Отчаянные домохозяйки               | Desperate Housewives                          | продавщица                                   |
| 2007 | с   | Подруги                             | Girlfriends                                   | Аманда                                       |
| 2008 | с   | Очень краткий отчёт Disney          | Disney’s Really Short Report                  | работница Белого дома                        |
| 2008 | ф   | После школы                         | After School                                  | миссис Гретчен                               |
| 2008 | ф   | Гордый американец                   | Proud American                                | бабушка                                      |
| 2008 | ф   | Всегда говори «да»                  | Yes Man                                       | сотрудница банка                             |
| 2009 | с   | Шоу Бо-Бо и Скиппи                  | The Bo-Bo & Skippy Show                       | женщина в аудитории 1                        |
| 2009 | с   | Адвокатская практика                | Raising the Bar                               | старшина присяжных                           |
| 2009 | с   | Клиника                             | Scrubs                                        | миссис Данкан                                |
| 2010 | кор | Ковбои и индейцы                    | Cowboys & Indians                             | миссис Уомак                                 |
| 2010 | ф   | Шина                                | Rubber                                        | чёрная женщина                               |
| 2011 | ф   | С ног на голову                     | Upside Down                                   | бездомная                                    |
| 2011 | ф   | Танц-Фу                             | Dance Fu                                      | Мейбл                                        |
| 2012 | с   | Их перепутали в роддоме             | Switched at Birth                             | пассажирка автобуса                          |
| 2012 | с   | Две девицы на мели                  | 2 Broke Girls                                 | почтовый клерк                               |
| 2012 | с   | Дурман                              | Weeds                                         | бездомная Мэри                               |
| 2012 | с   | Виктория-победительница             | Victorious                                    | Кэрол                                        |
| 2012 | кор | Он знает моё сердце                 | He Knows My Heart                             | миссис Дейвис                                |
| 2015 | кор | Из моего имени                      | Outta My Name                                 | Шантей                                       |
| 2016 | кор | Открытие Дит Додсон                 | The Discovery of Dit Dodson                   | умирающая церковная леди                     |
| 2017 | ф   | Разные цветы                        | Different Flowers                             | Долли                                        |
| 2017 | кор | Голубые бриллианты                  | Blue Diamonds                                 | Дайан Тёрнер                                 |
| 2018 | с   | Голубая кровь                       | Blue Bloods                                   | Гейл Картер                                  |
| 2018 | ф   | Призрачный патруль                  | Deadtectives                                  | Мейбл                                        |
| 2019 | с   | Каратель                            | The Punisher                                  | Лиллиан                                      |
| 2019 | с   | Дамы шутят по-чёрному               | A Black Lady Sketch Show                      | диакониса Джонс                              |
| 2019 | с   | Крёстный отец Гарлема               | Godfather of Harlem                           | мисс Дотти                                   |
| 2019 | с   | Удивительная миссис Мейзел          | The Marvelous Mrs. Maisel                     | Тельма                                       |
| 2021 | кор | Шарлиз                              | Charlese                                      | Миз Иветт                                    |
| 2021 | с   | Домашний арест Руни                 | The House Arrest Rooneys                      | заместитель судьи Шила                       |